# Schloss Gymnich
Schloss Gymnich är en borg med vallgrav på Erftslätten i Gymnich, en stadsdel i Erftstadt, i Nordrhein-Westfalen i Tyskland. Slottet är omgivet av en 30 hektar stor park. Det ligger vid turistleden Rheinischer Sagenweg (rhenska sagovägen).

## Heraldiskt vapen och sägen

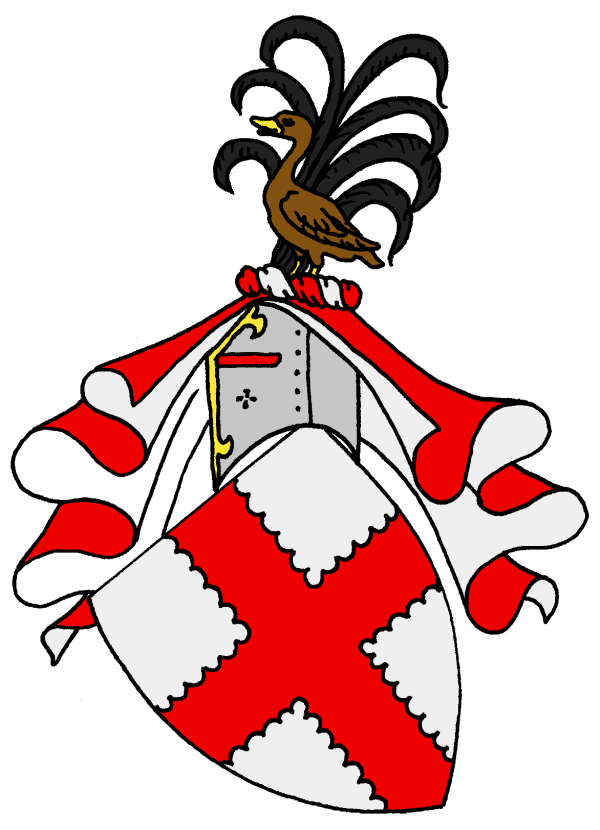
Gymnichättens stamvapen

Gymnichs vapen är i silverfält ett rött karvat kors, hjälmprydnaden en sothöna emellan tågstrån.
Detta vapen går tillbaka på en sägen. Under ett korståg förirrade sig en riddare, Arnold von Gymnich, i ett träsk i Orienten. Han lovade att han skulle instifta en ridande procession när han kom tillbaka hem. Då flög en sothöna upp och visade vägen. Processionen Gymnicher Ritt  genomförs fortfarande på Kristi himmelsfärds dag.

## Släkt
Slottet är säte för den rhenska riddarätten von Gymnich. Beissel-grenen fortlever ännu i dag. von und zu Gymnich-grenen dog ut år 1824 när fröken Johanna von Gymnich, en kanonissa i Neuss som var friherre Karl Otto Ludwig Theodat von und zu Gymnichs dotter, dog. Därefter kom det att tillhöra den grevliga släkten Wolff-Metternich och sedermera vicomte de Maistre, därefter friherrliga Holzschuher.

## Byggnader
Slottet uppfördes 1354 av Henrik (Heinrich) I av Gymnich och efter att ha förstörts under trettioåriga kriget 1655 återuppbyggdes det på de gamla murarna i form av ett barockslott. Mellan 1903 och 1930 renoverades byggnaden från grunden. I dag skyddas byggnaden som ett minnesmärke.

## Användning
Från 1971 till 1990 var slottet förbundsregeringens gästhem, en föregångare till Bundesgästehaus auf dem Petersberg utanför Bonn. Gymnich kunde hysa 180 officiella gäster. År 1974 möttes Europeiska gemenskapernas utrikesministrar på slottet. Mötet var det första informella sammanträdet i rådet för allmänna frågor och yttre förbindelser. Gymnich-möten används sedan dess som begrepp för Europeiska unionens informella sammanträden för utrikesministrar som äger rum en gång i halvåret.
Den 25 augusti 1989 ägde ett hemligt möte mellan de ungerska och västtyska statscheferna rum, vilket ledde till att gränsen mellan Ungern och Västtyskland på natten mellan den 10 och 11 september 1989 öppnades för de asylsökande flyktingarna från Ungern. De flesta officiella gästerna landade på den inom synhåll belägna militärflygplatsen Fliegerhorst Nörvenich för att därpå med personbil färdas till det närbelägna gästhemmet.
År 1998 köpte The Kelly Family slottet och bodde där till 2002. På grund av busslaster med fans, varav vissa kamperade på tomten, uppstod behov av särskild polisbevakning. Joey Kelly förestod slottet, som fram till 2009 drevs som högklasshotell. Här ägde också många evenemang rum.
Från september 2010 till april 2011 utgjorde slottet även utomhuskuliss för ZDF:s telenovela Lena – Liebe meines Lebens.